# Зугейр Дауаді
Зугейр Дауаді (араб. زهير الذوادي, нар. 1 січня 1988, Кайруан) — туніський футболіст, півзахисник клубу «Етюаль дю Сахель».
Виступав, зокрема, за клуб «Клуб Африкен», а також національну збірну Тунісу.

## Клубна кар'єра
Народився 1 січня 1988 року в місті Кайруан. Вихованець футбольної школи клубу «Кайруан».
У дорослому футболі дебютував 2006 року виступами за команду клубу «Клуб Африкен», в якій провів шість сезонів, взявши участь у 148 матчах чемпіонату. Більшість часу, проведеного у складі «Клуб Африкен», був основним гравцем команди.
Згодом з 2012 по 2016 рік грав у складі команд клубів «Евіан», «Клуб Африкен» та «Аль-Вахда» (Мекка).
До складу клубу «Етюаль дю Сахель» приєднався 2016 року. Відтоді встиг відіграти за суську команду 8 матчів в національному чемпіонаті.

## Виступи за збірну
У 2006 році дебютував в офіційних матчах у складі національної збірної Тунісу. Наразі провів у формі головної команди країни 33 матчі, забивши 5 голів.
У складі збірної був учасником Кубка африканських націй 2010 року в Анголі, Кубка африканських націй 2012 року у Габоні та Екваторіальній Гвінеї, Кубка африканських націй 2013 року у ПАР.

## Титули і досягнення
- Переможець Чемпіонату африканських націй: 2011